# EWF Playground 2023
Playground (2023) foi um evento de luta livre profissional produzido pela EWF com exibição na Urban TV e redes de streaming. O evento foi ao ar em televisão por assinatura disponível para todo o Brasil e pela internet por canal oficial no Youtube. Aconteceu 14 de janeiro de 2023, no Ringue Bar em Porto Alegre, RS.
O evento tem como luta principal a "Batalha Playground Match", que se iguala ao Royal Rumble (um dos principais estilos de match na WWE), onde o vencedor da Batalha Playground tem como prêmio a possibilidade de enfrentar o EWF Evolution Championship num determinado evento de sua escolha no ano de 2023. O evento também contou com a parceria da FWE (Fenix Wrestling Entertainment) tendo alguns de seus lutadores participando da luta principal e preliminar no evento.

## Enredo
O evento incluiu lutas que resultaram de enredos roteirizados, onde os lutadores retratam heróis, vilões ou personagens menos distintos em eventos roteirizados que criaram tensão e culminaram em uma luta ou em uma série de lutas. Os resultados foram predeterminados pelos escritores da EWF.

## Evento

### Combate preliminar
O combate inicial da noite foi de Robbie Colors contra Matt Storm (ambos da empresa FWE) para decidir quem ocuparia a vaga na Batalha Playground da mesma noite. Robbie acabou vencendo Matt Storm por pinfall e se qualificando para participar da Battle Royal.

### Evento Principal
No combate principal, tivemos a tão aclamada Batalha Playground, onde 30 participantes entraram ao ringue, onde cada um teve a possibilidade de eliminar outros 29 adversários e apenas restando um vencedor, este que ganharia uma oportunidade de enfrentar o Campeão Evolution. Após uma longa batalha de mais de uma hora, KaOz foi o vencedor do combate após eliminar quatro oponentes restantes na batalha, tornando-se o #1 desafiante ao EWF Evolution Championship, título sob posse de Bruno Astro.

## Lutas
| Nº                                          | Resultados                                                | Estipulações                                                                    | Tempo |
| ------------------------------------------- | --------------------------------------------------------- | ------------------------------------------------------------------------------- | ----- |
| 1                                           | Robbie Colors venceu Matt Storm                           | Luta individual pela Qualificação da Batalha Playground                         | 09:56 |
| 2                                           | Strong Style Society (c) venceu LSD                       | Luta de duplas pelo Campeonato de Duplas da EWF                                 | 17:57 |
| 3                                           | Tommy Andrews venceu Peter Sigma (c)                      | Luta individual pelo Campeonato Underground da EWF                              | 18:43 |
| 4                                           | KaOz venceu eliminando por ultimo Turiel e Ryan, O Patrão | Batalha Playground de 30 lutadores por uma luta pelo EWF Evolution Championship | 65:25 |
| (c) – Refere-se aos campeões antes da luta. |                                                           |                                                                                 |       |

### Entradas e eliminações da Batalha Playground

#### Luta Batalha Playground
| Nº | Lutador              | Ordem de eliminação | Eliminado por         | Minuto eliminado | Eliminações |
| -- | -------------------- | ------------------- | --------------------- | ---------------- | ----------- |
| 1  | Oba Khan             | 27º                 | Turiel                | 65:01            | 5           |
| 2  | André, O Ogro        | 22º                 | Oba Khan              | 49:36            | 2           |
| 3  | Jiang Wei            | 1º                  | Robbie Colors         | 04:42            | 0           |
| 4  | Robbie Colors        | 2º                  | Matt Storm            | 07:09            | 1           |
| 5  | Coyote               | 13º                 | Turiel                | 36:55            | 3           |
| 6  | Giovanni Salvatori   | 3º                  | Oba Khan              | 08:53            | 0           |
| 7  | JL Wiz               | 10º                 | André, O Ogro         | 34:00            | 1           |
| 8  | Tyrus Kid            | 4º                  | Oba Khan              | 5:15             | 0           |
| 9  | Tommy Andrews        | 7º                  | Coyote                | 19:15            | 1           |
| 10 | King Dias            | 5º                  | Coyote                | 17:33            | 0           |
| 11 | Peter Sigma          | 6º                  | Tommy Andrews         | 19:04            | 0           |
| 12 | Big Snow             | 12º                 | Coyote                | 36:23            | 0           |
| 13 | Mathias Von Crow     | 14º                 | Raymon                | 38:26            | 0           |
| 14 | Logan Parker         | 9º                  | Turiel                | 32:36            | 1           |
| 15 | Toad                 | 8º                  | Logan Parker          | 30:45            | 0           |
| 16 | Turiel               | 28º                 | KaOz                  | 65:25            | 4           |
| 17 | Jorge Jaguar         | 11º                 | JL Wiz                | 35:29            | 0           |
| 18 | Raymon               | 17º                 | Kim Star              | 47:03            | 3           |
| 19 | Kim Star             | 18º                 | Turiel                | 47:13            | 1           |
| 20 | Adrian James         | 21º                 | Oba Khan              | 50:12            | 1           |
| 21 | Dano Cerebral        | 15º                 | Raymon                | 44:07            | 0           |
| 22 | Jorenzzo             | 16º                 | Raymon & Adrian James | 46:26            | 0           |
| 23 | Bruno Telecatchmania | 19º                 | André, O Ogro         | 49:24            | 0           |
| 24 | Big Jack             | 24º                 | KaOz                  | 60:37            | 0           |
| 25 | Rodrigues            | 22º                 | Oba Khan              | 52:50            | 0           |
| 26 | Arthur Donnar        | 26º                 | Ryan, O Patrão        | 64:05            | 1           |
| 27 | KaOz                 | —                   | Vencedor              | 65:25            | 4           |
| 28 | Fábula               | 23º                 | KaOz                  | 60:05            | 0           |
| 29 | Din                  | 25º                 | Arthur Donnar         | 61:58            | 0           |
| 30 | Ryan o Patrão        | 30                  | KaOz                  | 65:25            | 1           |